# Ngomedzap
Ngomedzap ist eine Gemeinde im Département Nyong-et-So’o in der Region Centre in Kamerun.

## Geografie
Ngomedzap liegt im Südwesten Kameruns, etwa 60 Kilometer südwestlich der Hauptstadt Yaoundé.

## Verkehr
Ngomedzap liegt an der Provenzialstraße P8.

## Persönlichkeiten
- Patrice Étoundi-M'Balla (* 1940), Journalist und Autor